# Club Sport Marítimo B
Maillots
Le CS Marítimo B est un club de football portugais. Il constitue l'équipe réserve du CS Marítimo. Le club est fondé en 2012 en vue d'intégrer la Liga de Honra (D2 portugaise).
Les trois saisons du club passées en Deuxième division ont été synonyme de mauvais résultats, et le club est rétrogradé en Campeonato Nacional de Seniores (D3) en 2015.

## Historique des saisons
- 2012-2013 : 16e de D2
- 2013-2014 : 21e de D2
- 2014-2015 : 23e de D2